# جيم غاريسون (لاعب كرة قدم أمريكية)
جيم غاريسون (بالإنجليزية: Jim Garrison)‏ هو لاعب كرة قدم أمريكية أمريكي، ولد في 5 مارس 1933، وتوفي في 3 أبريل 2015.